# Юшково (Бережанская волость)
Юшково — деревня в Бережанской волости Островского района Псковской области.
Расположена на левом берегу реки Утроя, в 23 км к юго-западу от города Остров. Напротив, на противоположном берегу Утрои, находится деревня Дубки.
Численность населения деревни по состоянию на 2000 год составляла 34 жителя.
До 2005 года входила в состав ныне упразднённой Рубиловской волости с административным центром в д. Дубки.